# 路可由
路可由（1507年11月17日—1573年），字子正，號蓮浦，山東兖州府曹縣丁榮里路樓人，軍籍，明朝政治人物。嘉靖進士，官至遼東巡撫。

## 生平
嘉靖十六年（1537年）丁酉科山東鄉試第四十九名。嘉靖二十年（1541年）辛丑科進士。授行人司行人，册封慶藩，又祭葬衡藩，不接受馈赠。二十四年正月选授江西道试監察御史，监斬楚世子，巡视京通二倉，又巡按南直隶庐凤等处，九載秩满，升保定知府，丁内艰，服闋，補安庆知府，多惠政，祀名宦祠。升山西副使、整饬鴈門兵备，三十六年六月以山西获虏谍，升一级，晋參政。三十七年三月（1558年4月16日）升都察院右佥都御史、巡撫遼東。嘉靖三十八年（1559年）因戶科給事中劉一麟參劾其受賄姦淫，革職為民。著有《遼陽奏議》若干卷、《燼餘集》二卷藏于家。

## 家族
曾祖路鐸，縣主簿；祖父路雲漢，府教授；父路音，母劉氏；繼母楊氏。具庆下。